# Televisor de projeção traseira

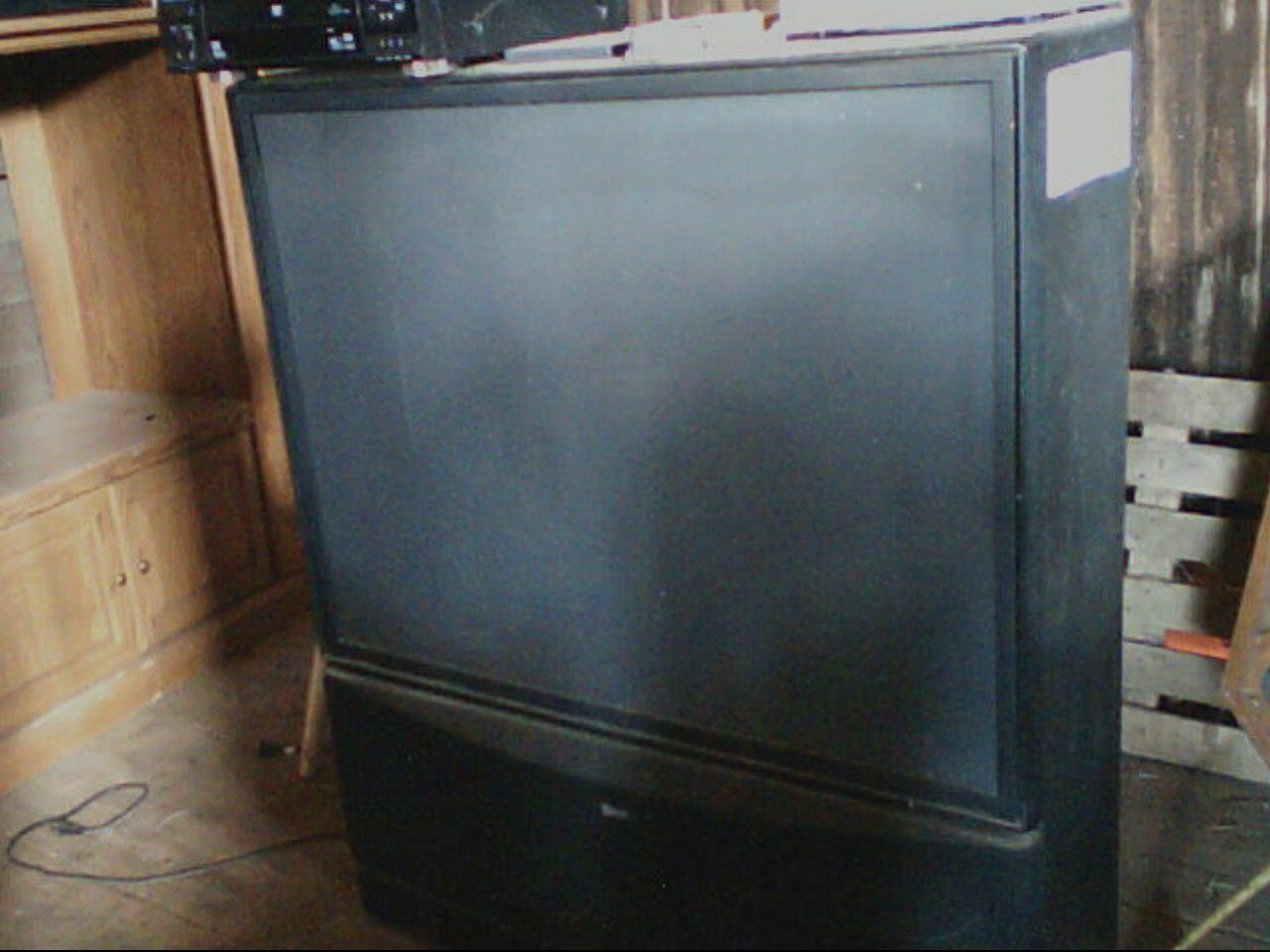
Televisor de projeção traseira de 45 polegadas da marca Zenith, usando tecnologia CRT.

Televisão de projeção traseira ou RPTV (do inglês rear-projection television) é um tipo de tecnologia de produção de imagem em telas de grandes proporções. Até aproximadamente 2005, a maioria das TVs de tela grande (de 40 a 100 polegadas) usavam a tecnologia de projeção traseira. A tecnologia é similar à do projetor de vídeo, que projeta a imagem sobre uma tela externa.
Diversos tipos de sistema de projeção são usados em televisores de projeção. A TV de projeção traseira por CRT foi a primeira a ser lançada, e embora tenha sido a primeira a romper a barreira das 40 polegadas em tamanho de tela, eram extremamente grandes e a imagem não era muito nítida quando vista de perto. Tecnologias mais recentes incluem a DLP (processador digital de claridade), projetor LCD, televisor a laser e LCoS (cristal líquido sobre silício). As novas tecnologias são capazes de resolução de 1080p.